# Hedvig Amalia Charlotta Klinckowström
Hedvig Amalia Charlotta Klinckowström, née en 1777 et morte en 1810, est une comtesse et artiste suédoise. Elle est connue pour ses portraits, ses illustrations et ses miniatures sur ivoire, dont il est considéré qu'ils fournissent une image historique précieuse de la vie aristocratique suédoise contemporaine.

## Biographie
Elle est la fille de Thure Leonard Klinckowström et d'Hedvig Eleonora von Fersen. Elle a épousé Otto Reinhard Möllerswärd en 1798 puis le comte Hans Gabriel Wachtmeister en 1806. Elle a servi comme statsfru (Dame d'honneur) pour la reine, Frédérique de Bade à partir de 1800.